# Taylor Vixen
Taylor Vixen (Dallas, 25 ottobre 1983) è un'attrice pornografica statunitense.

## Biografia e carriera

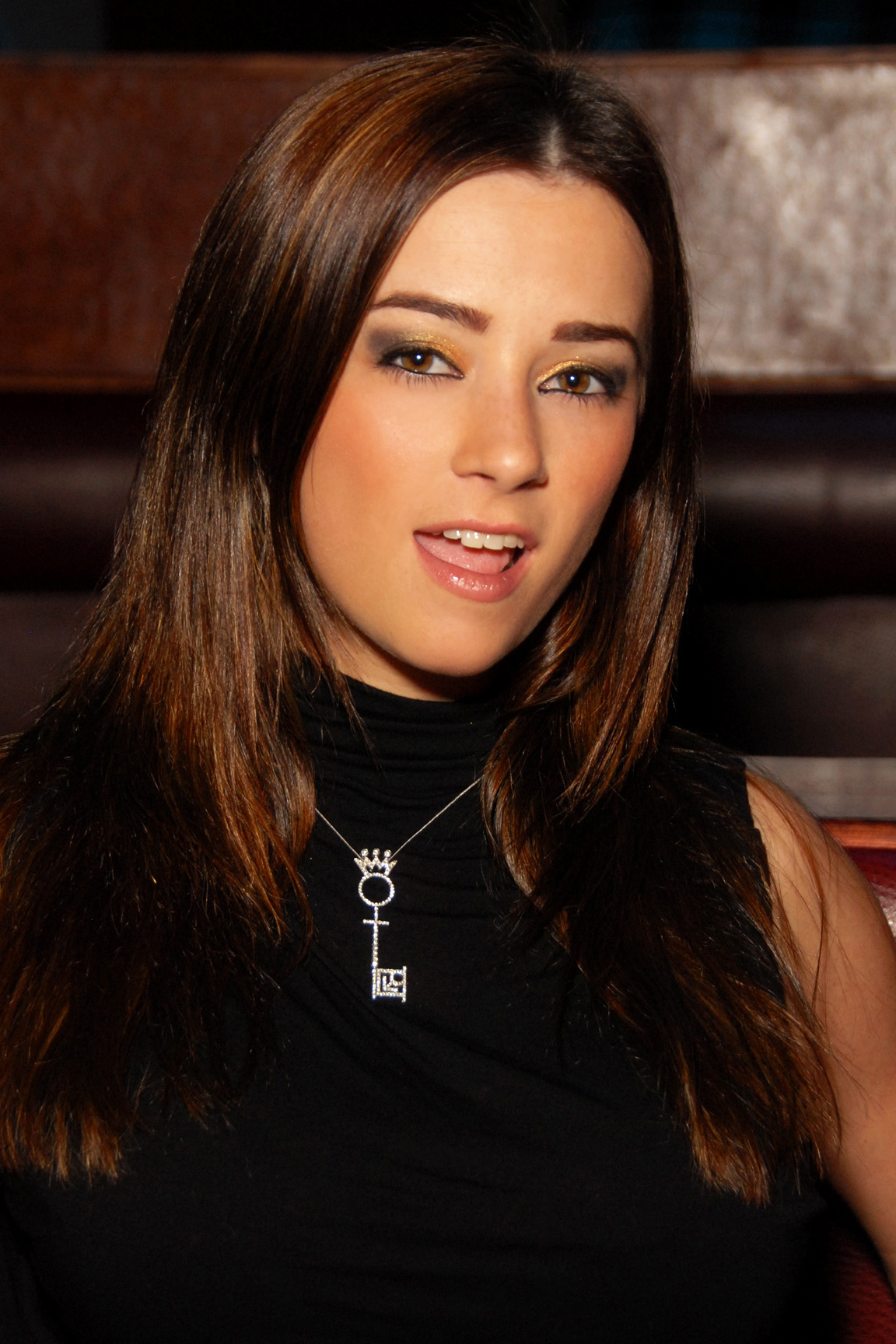
Taylor Vixen nel 2010

Ha debuttato nel mondo del "cinema per adulti" nel marzo 2009. La sua carriera è stata lanciata da un'apparizione sull'edizione del quarantesimo anniversario della rivista Penthouse. Nel 2010 è stata nominata Penthouse Pet of the Year. 
Nel 2012 ha siglato un contratto esclusivo col portale Twistys. Appare esclusivamente in scene lesbo, nonostante lei si definisca bisessuale.

## Riconoscimenti
- AVN Award
  - 2010 – Candidatura per Best All-Girl Couples Sex Scene per Women Seeking Women 55 (con Franziska Facella)[6]
- 2012 – Candidatura per Best Solo Sex Scene per On My Own: Brunette Edition[7]
- 2013 – Candidatura per Best Girl/Girl Sex Scene per Lush 2 (con Jessie Andrews)[8]
- Urban X Award
  - 2011 – Candidatura per Best Girl Girl Sex Scene per Asian Eyes (con Jessica Bangkok)[9]
- XBIZ Award
  - 2013 – Candidatura per Best Scene (All-Girl) per Taylor Vixen's House Rules (con Emily Addison)[10]